# Смбат I Саакян
Смбат I Саакян (*Սմբատ Ա Սյունի, д/н — 998) — 1-й цар Сюнікського царства з 987 до 998 року.

## Життєпис
Походив з роду Сюнікських князів. Син князя Саака та Шаандухт. У 963 році після смерті батька стає новим князем Сюні, але міг контролювати лише області (гавари) Цхук і Балк. Тому протягом 976—980 років доклав зусиль задля об'єднання Сюніка.
У 1-й половині 980-х років уклав таємний союз з Державою Раввадидів проти Анійського царства. У 987 році оголосив себе царем Сюніка. Але вже у 988 році вимушений був визнати зверхність Ані.
У 991—992 роках невдало воював проти Гагіка I, царя Ані, внаслідок чого втратив північ свого царства. Згодом намагався зберігати мир з сусідами, не намагаючись звільнитися від влади Анійського царства. При цьому доклав зусиль задля розвитку сільського господарства і торгівлі, набуло розвитку добування міді. Значним центром економіки стало місто Капан.
Помер 998 року. Йому спадкував син Васак.